# 파라분도 마르티 국민해방전선
파라분도 마르티 국민해방전선(스페인어: Frente Farabundo Martí para la Liberación Nacional)은 1980년 엘살바도르에서 만들어진 사회주의 정당이다. 엘살바도르 내전 당시 친미정부에 맞서 무장투쟁을 벌였다. 현재 지도자는 메다르도 곤살레스이며, 2012년 총선 결과 민족주의 공화 동맹과 함께 엘살바도르의 최대 정당이 되었다.

## 같이 보기
- 엘살바도르의 정당